# 936

## Починали
- 15 януари – Раул, крал на Франция